# 高木浩志
高木 浩志（たかぎ ひろゆき、1938年 - 2022年11月17日）は、日本の文楽研究家、テレビプロデューサー。
鹿児島県生まれ。1961年大阪府立大学経済学部卒、NHKに入り、プロデューサーを2000年まで務める。2006年大阪市文化功労者。2014年文楽劇場30周年を期に功労に対し感謝状を授与される。

## 著書
- 髙木浩志『文楽入門』文芸春秋（原著1973年11月20日）。 NCID BN05810841。
- 髙木浩志『文楽のすべて』淡交社（原著1982年6月1日）。ISBN 978-4473008060。 NCID BN05242385。
- 髙木浩志『四代竹本越路大夫』淡交社（原著1984年3月1日）。ISBN 978-4473008664。 NCID BN05472170。
- 髙木浩志『文楽の芸』東京書籍（原著1984年5月1日）。 NCID BN05242330。
- 竹本織大夫、髙木浩志『織大夫夜話―文楽へのいざない』東方出版（原著1988年7月1日）。ISBN 978-4885911859。 NCID BN02665600。
- 髙木浩志『四代越路大夫の表現―文楽鑑賞の手引き』淡交社（原著2002年5月1日）。ISBN 978-4473019035。 NCID BA57691856。
- 髙木浩志、青木信二(写真)、小川知子(写真)、出上実(写真)『文楽人形の美桐竹紋壽写真集』草場書房（原著2010年6月1日）。ISBN 978-4902616262。 NCID BB04016047。
- 髙木浩志『文楽に親しむ』和泉書院（原著2015年4月26日）。ISBN 978-4757607453。 NCID BB18551209。